# 内田勇三郎
内田 勇三郎（うちだ　ゆうざぶろう、1894年12月15日 - 1966年11月18日）は、日本の心理学者・心理検査開発者。

## 経歴

### 学歴
- 大正5年（1916年）　第六高等学校（岡山）卒業
- 大正10年（1921年）　東京帝国大学文学部心理学科卒業
- 昭和37年（1962年）　文学博士（大阪大学）論文の題は　「臨床心理学的一方法としての内田クレペリン精神検査」[1]

### 職歴
- 大正10年（1921年）　財団法人協調会産業能率研究所勤務
- 大正12年（1923年）　東京府立松沢病院嘱託
- 大正14年（1925年）　第五高等学校（熊本）講師
- 昭和3年（1928年）　文部省体育研究所勤務、法政大学講師
- 昭和6年（1931年）　早稲田大学講師
- 昭和14年（1939年）　早稲田大学辞職
- 昭和22年（1947年）　日本・精神技術研究所所長
- 昭和25年（1950年）　東京高等獣医学校教授

## 研究内容・業績
クレペリンの作業曲線のアイデアとクレッチマーの性格類型論を結びつけた性格理論を提唱し、それに基づいた内田クレペリン精神検査（クレペリン検査）を開発した。内田クレペリン精神検査の販売と実施・判定を中心に、幅広い心理学関連業務を行っている日本・精神技術研究所（1947年創設）の創設者。

## 家族・親族
- 実兄：内田清之助は鳥類学者。
- 従兄弟：内田恵太郎は魚類学者。

## 著作リスト
- 内田勇三郎　『素質型とその心理学的診断』　三省堂、1930年
- 内田勇三郎　『新適性検査法〜内田クレペリン精神検査』　日刊工業新聞社、1957年

## 論文
- 「左利の遺伝 (1)(2)」 『東洋学芸雑誌』 第38巻 479・482号 1921
- 「産業能率からみた女工の労働時間」 『心理研究』 第22巻 1922
- 「酒精の心理的研究 (1)(2)」 第23 - 24巻 1923
- 三宅鑛一と共著 「記憶に関する臨床的実験成績」 『神経学雑誌』 第23 - 24巻 1924
- 三宅鑛一らと共著 「聯合診断臨床的価値」 『神経学雑誌』 第24巻 9号 - 10号 1925
- 三宅鑛一と共著 「余等ノ智能検査法、コレヲ常人並ビニ精神薄弱者ニ用ヒタル成績」 『神経学雑誌』 第26巻 4号 1926
- 「体格と性質」 『脳』 第2巻 12号 1927 - 第5巻 3号 1931
- 「低能児の心理的研究-痴愚の精神作業」 『心理学論文集』 第1輯 1928
- 「精神発達に応ずる反応時間の変化」 『神経学雑誌』 第30巻 7号 1929
- 「麻痺性痴呆症の精神作業曲線」 『神経学雑誌』 第30巻 7号 1929
- 「精神発達に応ずる転導反応時間の変化」 『児童研究所紀要』 第12巻 1929
- 「〔紹介〕素質問題に関する実験心理学の貢献 (1) - (4)」 『教育心理研究』 第4巻 4号 1929 - 第5巻 4号 1930
- 「精神作業の反復による変化経路」 『児童研究所紀要』 第13巻 1930
- 松井三雄らと共著 「素質の実験類型心理学的研究 (1) - (2)」 『教育心理研究』 第5巻 5号 - 6号 1930
- 「精神作業並びに作業時における情意変化の実験的研究」 『神経学雑誌』 第33巻　1931
- 「精神の自己診断表」 『応用心理』 第1巻 1号 1932
- 衣笠慎之助と共著 「児童に於ける数型現象 (数型、共感覚及直観像の関係)」 『児童研究所紀要』 第14巻 1932
- 「執務作業ブリノ科学的研究」 『産業能率』 第6巻 1号 1933
- 「乖離性素質者の作業障碍の実験的研究」 『体育研究』 第1巻 1号 1933
- 戸川らと共著 「実験的意志障碍に於ける精神作業の変化」 『体育研究』 第3巻 2号 1935
- 戸川らと共著 「実験的精神障害 (1)」 『体育研究』 第3巻 3号 1935
- 戸川らと共著 「実験的精神障害 (2)」 『体育研究』 第3巻 4号 1936
- 戸川らと共著 「実験的精神障害 (3)」 『体育研究』 第3巻 5号 1936
- 戸川らと共著 「作業障碍の実験的研究」 『体育研究』 第4巻 4号 1937
- 「メスカリン中毒における精神異常」 『東西医学』 第4巻 10号 1937
- 赤松らと共著 「幻覚を特徴とせる乖離性性格者の一臨床例」 『早稲田大学哲学年誌』 第8巻 1938
- 赤松らと共著 「問題児童の精神作業」 『早稲田大学哲学年誌』 第8巻 1938
- 篠原らと共著 「頭部外傷者の精神作業」 『体育研究』 第8巻 5号 - 6号 1941